# Ross Murdoch
Ross Murdoch Ross Murdoch (Balloch, 25 gennaio 1994) è un nuotatore britannico.

## Palmarès
- Mondiali

Kazan 2015: oro nella 4x100m misti mista e bronzo nei 100m rana.
Budapest 2017: argento nella 4x100m misti.
- Europei

Berlino 2014: oro nella 4x100m misti e nella 4x100m misti mista, argento nei 100m rana e nei 200m rana.
Londra 2016: oro nei 200m rana e nella 4x100m misti, argento nei 100m rana e bronzo nei 50m rana.
- Giochi del Commonwealth

Glasgow 2014: oro nei 200m rana e bronzo nei 100m rana.
Gold Coast 2018: argento nei 200m rana.
Birmingham 2022: bronzo nei 50m rana, nei 200m rana e nella 4x100m misti.
- Europei giovanili

Anversa 2012: argento nei 50m rana e nei 200m rana

## International Swimming League
| Stagione 2019 | Stagione 2020 | Stagione 2021 |
| ------------- | ------------- | ------------- |
| Iron          | Iron          | London Roar   |